# Marble (音楽ユニット)
marble（マーブル）は、日本の音楽ユニット。

## 概要
オーガニックポップユニットとして、主にアニメやゲームの主題歌・挿入歌・イメージソングを担当している。また、楽曲提供や、個人での活動も多い。「marble」というユニット名は、覚えやすい単語として選ばれ「いろんな色がある」という意味が込められている。ファンの事をま～ぶる友達（略して「マブ達」）と呼んでいる。

## 人物
- micco（みっこ）
  - 2月8日生まれ / 血液型O型
    - ボーカル・作詞・作曲・鉄琴担当
    - 愛称「miccoにゃん（読み：みこにゃん）」[2][3]
    - marble活動休止後〜2016年までPeak A Soul+ に作家として所属。
- 菊池 達也（きくち たつや）
  - 10月13日生まれ / 血液型O型
    - ギター（Taylor 514ce）・ベース・作曲・編曲・作詞・ボーカル担当
    - 2013年から、cosmonとしてソロ活動

## 歴史
miccoが音楽系専門学校のヴォーカル科に在籍時に、ギター科の菊池を自身のソロプロジェクトのサポートメンバーとして誘ったことで、miccoと菊池のデュオが誕生した。
当初は「THE STUDENT'S」というユニット名で活動し、1999年にワーナーミュージック・ジャパンからメジャーデビューするも当時の事務所のイメージ戦略に締め付けられ、二人の方向性と異なることから退所する。ドラムメンバーが加わりアマチュアバンド「marble」として活動を再開するもドラムメンバーが脱退。
2007年にTVアニメ『ひだまりスケッチ』ED主題歌「芽生えドライブ」で、Lantisからメジャーデビューした。
2014年11月24日、期間を設けず活動休止をメールマガジンにて通知、11月25日正式発表した。活動休止前ライブ 『キミと僕の扉』公演が、2015年2月7日に神戸クラブ月世界にて、2015年2月15日に吉祥寺STAR PINE'S CAFEにて開催された。以後は各自ソロとして活動していく。
2020年6月20日、活動再開および株式会社Precious toneへの所属を発表。なお、株式会社Precious toneはmarbleがアイウィルに所属していた当時の音楽プロデューサーである佐藤純之介が独立し設立した企業である。

## 作品

### シングル

#### CD
|      | 発売日         | タイトル                                       | 規格品番  | 最高位 |
| ---- | -------------- | ---------------------------------------------- | --------- | ------ |
| 1st  | 2007年2月21日  | 芽生えドライブ                                 | LACM-4347 | 64位   |
| 2nd  | 2007年7月25日  | 空中迷路                                       | LACM-4390 | 167位  |
| 3rd  | 2007年10月24日 | 青空loop                                       | LACM-4423 | 53位   |
| 4th  | 2008年8月6日   | 流星レコード                                   | LACM-4512 | 37位   |
| 5th  | 2009年4月22日  | 初恋 limited                                   | LHCM-1058 | 102位  |
| 6th  | 2009年7月23日  | violet                                         | LHCM-1064 | 123位  |
| 7th  | 2010年2月10日  | さくらさくら咲く 〜あの日君を待つ 空と同じで〜 | LASM-4045 | 20位   |
| 8th  | 2010年4月28日  | ゆらり、ふわり、君となら / 奏功ドリーム        | LACM-4717 | 111位  |
| 9th  | 2011年11月9日  | 水彩キャンディー                               | LACM-4872 | 25位   |
| 10th | 2012年11月7日  | 夢ぐも                                         | LASM-4149 | 34位   |

### アルバム

#### オリジナルアルバム
|     | 発売日        | タイトル       | 規格品番    | 最高位 |
| --- | ------------- | -------------- | ----------- | ------ |
| 1st | 2008年2月6日  | 虹色ハミング   | LACA-5671   | 220位  |
| 2nd | 2009年10月7日 | 空想ジェット!  | LHCA-5109   | 147位  |
| 3rd | 2010年9月22日 | Lingering Fizz | LASA-5063/4 | 201位  |
| 4th | 2013年5月22日 | 未来スコープ   | LACA-15299  | 61位   |

#### ミニ
|     | 発売日        | タイトル     | 規格品番  | 最高位 |
| --- | ------------- | ------------ | --------- | ------ |
| 1st | 2022年4月24日 | Colorful Pop | PTAL-0001 | 圏外   |

#### ベストアルバム
|     | 発売日        | タイトル   | 規格品番  | 最高位 |
| --- | ------------- | ---------- | --------- | ------ |
| 1st | 2009年1月21日 | 手のひら   | LACA-5863 | 圏外   |
| 2nd | 2012年6月6日  | 風道花うた | LASA-5126 | 62位   |

#### 企画アルバム
|         | 発売日         | タイトル                     | 規格品番  | 最高位 |
| ------- | -------------- | ---------------------------- | --------- | ------ |
| Digital | 2008年10月15日 | 旋律の行方、空の彼方         | LZC-002   |        |
| Limited | 2010年3月31日  | 旋律の行方、桜夢見月         | LZM-2021  | -      |
| Cover   | 2011年7月27日  | うた種                       | LASA-5097 | 186位  |
| Limited | 2013年3月23日  | ASTE-RHYTHM 旋律の軌跡 Vol.1 | -         | -      |
| Limited | 2013年11月4日  | 君とうたう。                 | -         | -      |
| Limited | 2014年6月1日   | みぎてひだりて               | -         | -      |
| Limited | 2014年12月24日 | 白と黒                       | -         | -      |

#### ひだまりスケッチのアルバム
|     | 発売日         | タイトル              | 規格品番  | 最高位 |
| --- | -------------- | --------------------- | --------- | ------ |
| 1st | 2008年9月26日  | ひだま〜ぶる          | LACA-5822 | 81位   |
| 2nd | 2010年5月12日  | ひだま〜ぶる×☆☆☆      | LASA-5045 | 55位   |
| 3rd | 2012年12月26日 | ひだま〜ぶる×ハニカム | LASA-5146 | 94位   |

### enjoint marble
| unit        | 発売日        | タイトル               | メンバー                  |
| ----------- | ------------- | ---------------------- | ------------------------- |
| north picco | 2013年11月4日 | north picco            | micco, 小泉 pat 一郎      |
| giible      | 2013年11月4日 | はじまりスケッチブック | bucco, 佐藤恭野, 菊池達也 |

### THE STUDENT’S時代
| 種別     | 発売日        | タイトル      | 規格品番   | 最高位 |
| -------- | ------------- | ------------- | ---------- | ------ |
| アルバム | 1999年3月25日 | THE STUDENT'S | WPCV-10001 | -      |
| シングル | 1999年3月25日 | Freedom       | WPDV-10004 | -      |

### 参加作品
| 発売日         | タイトル                                                                                              | 規格品番     | 参加曲                                                                                              |
| -------------- | --- | ------------ | --------------------------------------------------------------------------------------------------- |
| 2007年4月25日  | ひだまりスケッチ オリジナルサウンドトラック                                                           | LACA-5631    | 芽生えドライブ（TV Ver.）                                                                           |
| 2007年10月10日 | かみちゃまかりん オリジナルサウンドトラック                                                           | LACA-5697    | 空中迷路（tv size）                                                                                 |
| 2008年3月26日  | キミキス pure rouge オリジナルサウンドトラック                                                        | LACA-5754    | 青空loop（TV size）                                                                                 |
| 2008年4月23日  | @Lantis NonStop Dance Remix Vol.1                                                                     | LACA-5767    | 青空loop                                                                                            |
| 2008年10月8日  | ひだまりスケッチ×365 オリジナルサウンドトラック                                                       | LACA-5817    | 流星レコード（TV Size）                                                                             |
| 2009年3月25日  | HIDAMARILAND GO LAND                                                                                  | LACM-4579    | ひだまりランド・ゴーランド ひだま〜ぶるバージョン                                                   |
| 2009年8月5日   | 初恋限定。 オリジナルサウンドトラック                                                                 | LHCA-5104    | 初恋 limited（TVサイズ）                                                                            |
| 2009年9月9日   | Lantis 10th anniversary Best -090926- 〜ランティス祭りベスト 2009年9月26日盤〜                        | LACA-9159/60 | 芽生えドライブ                                                                                      |
| 2009年12月9日  | うみものがたり 〜あなたがいてくれたコト〜 オリジナルドラマCD&イメージソング集 「みんな、あいしてる!」 | LHCA-5107    | Tiny Sweet（short ver.） / 涙をふいて（short ver.）                                                 |
| 2010年3月24日  | ひだまりスケッチ×☆☆☆ オリジナルサウンドトラック ひだまり・でいず・ないと                              | LASA-5041    | さくらさくら咲く 〜あの日君を待つ 空と同じで〜（TV size）                                           |
| 2011年6月8日   | 花咲くいろは イメージソングアルバム 湯乃鷺リレイションズ                                              | LACA-15122   | fluffy                                                                                              |
| 2011年11月23日 | 気まぐれ、じゃんけんポンっ!/nora                                                                      | LASM-4118    | nora                                                                                                |
| 2011年12月7日  | 侵略!イカ娘 イメージソングアルバム IKA♡LOVE                                                           | LASA-5098    | 波風スライダー                                                                                      |
| 2012年1月25日  | ましろ色シンフォニー -The color of lovers- オリジナルサウンドトラック ましろ色の旋律                  | LACA-15186   | 水彩キャンディー（TV Size）                                                                         |
| 2012年6月27日  | Heart of Magic Garden 〜Lantis Artists Self Tribute Album〜                                           | LACA-15185   | 芽生えドライブ                                                                                      |
| 2013年2月27日  | ひだまりスケッチ ベストアルバム ひだまり荘で、待ってます。                                            | LASA-5147/8  | 芽生えドライブ / 流星レコード / さくらさくら咲く ～あの日君を待つ 空と同じで～ / nora / 夢ぐも / 凜 |
| 2013年3月27日  | いますぐお兄ちゃんに妹だっていいたい! ボーカルアルバム                                                | LACA-15283   | 未来シルエット                                                                                      |
| 2013年9月25日  | TVアニメーション たまゆら 〜もあぐれっしぶ〜 ボーカルアルバム うたとせ                                | VTCL-60354   | つつまれて                                                                                          |
| 2014年3月28日  | 第9回MF文庫Jライトノベル新人賞イメージアルバム STARBURST                                              | -            | ねがいごと                                                                                          |

## タイアップ
| 曲名                                           | タイアップ |
| ---------------------------------------------- | --- |
| 芽生えドライブ                                 | TVアニメ『ひだまりスケッチ』ED主題歌 |
| 凛                                             | 『ひだまりラジオ』エンディングソング |
| 空中迷路                                       | TVアニメ『かみちゃまかりん』新ED主題歌 |
| 青空loop                                       | TVアニメ『キミキス pure rouge』OP主題歌 『アニたま』2008年2月度エンディングソング                                                                                        |
| 流星レコード                                   | TVアニメ『ひだまりスケッチ×365』ED主題歌 |
| シャララ                                       | ドラマCD『ひだまりスケッチ×365』アニプレックス版ED主題歌 |
| 自転車                                         | ドラマCD『ひだまりスケッチ×365』ランティス版ED主題歌 |
| sweet days                                     | TVアニメ『ひだまりスケッチ×365』ヒロイメージソング |
| おんなじ                                       | TVアニメ『ひだまりスケッチ×365』沙英イメージソング |
| black smile                                    | TVアニメ『ひだまりスケッチ×365』吉野家先生イメージソング |
| 無限story                                      | TVアニメ『ひだまりスケッチ×365』ゆのイメージソング |
| fantastic sky                                  | TVアニメ『ひだまりスケッチ×365』宮子イメージソング |
| 幸せは365日                                    | TVアニメ『ひだまりスケッチ×365』イメージソング |
| 初恋 limited                                   | TVアニメ『初恋限定。』ED主題歌 OVA『限定少女。』ED主題歌 『アニたま』2009年4月度エンディングソング                                                                       |
| 空に舞う                                       | TVアニメ『初恋限定。』第9話ED主題歌 |
| 幻想の場所、それぞれの道の上                   | TVアニメ『初恋限定。』第6話ED主題歌 |
| violet                                         | TVアニメ『うみものがたり 〜あなたがいてくれたコト〜』OP主題歌 |
| 時の華                                         | TVアニメ『うみものがたり 〜あなたがいてくれたコト〜』挿入歌 |
| 宝石                                           | OVA『うみものがたり 〜あなたがいてくれたコト〜』第13話ED主題歌 |
| 涙をふいて                                     | ドラマCD『うみものがたり ～あなたがいてくれたコト～』夏音篇イメージソング                                                                                                |
| Tiny Sweet                                     | ドラマCD『うみものがたり ～あなたがいてくれたコト～』OP主題歌 |
| 新しい世界                                     | DSゲーム『ひだまりスケッチ どこでもすごろく×365』ED主題歌 |
| さくらさくら咲く 〜あの日君を待つ 空と同じで〜 | TVアニメ『ひだまりスケッチ×☆☆☆』ED主題歌 |
| 私だけの道 ～無限story2～                      | TVアニメ『ひだまりスケッチ×☆☆☆』ゆのイメージソング |
| happy♪eating♪fight!!                           | TVアニメ『ひだまりスケッチ×☆☆☆』宮子イメージソング |
| 赤色のソファー                                 | TVアニメ『ひだまりスケッチ×☆☆☆』沙英イメージソング |
| yurufuwa                                       | TVアニメ『ひだまりスケッチ×☆☆☆』ヒロイメージソング |
| 水玉の空                                       | TVアニメ『ひだまりスケッチ×☆☆☆』乃莉イメージソング |
| 深呼吸                                         | TVアニメ『ひだまりスケッチ×☆☆☆』なずなイメージソング |
| 雲は一つだけじゃない、友達になろう。           | TVアニメ『ひだまりスケッチ×☆☆☆』うめ先生イメージソング |
| me*you ～falling love with my teacher～        | TVアニメ『ひだまりスケッチ×☆☆☆』吉野屋先生イメージソング |
| 幸せは星の上                                   | TVアニメ『ひだまりスケッチ×☆☆☆』イメージソング |
| ゆらり、ふわり、君となら                       | PSPゲーム『マリッジロワイヤル プリズムストーリー』ゴールドルートED主題歌                                                                                                 |
| 奏功ドリーム                                   | PSPゲーム『マリッジロワイヤル プリズムストーリー』ホワイトルートED主題歌                                                                                                 |
| 水彩キャンディー                               | TVアニメ『ましろ色シンフォニー -The color of lovers-』ED主題歌 『ぬこラジ! 〜ぬくもりが恋しくなるラジオ〜』エンディングソング 『Run LAN Radio!』第10回エンディングソング |
| 残像キセキ                                     | ニコニコ生放送『電波研究社』2011年11月度リコメンドソング |
| やさしさに包まれたなら                         | TVアニメ『たまゆら 〜hitotose〜』挿入歌 |
| nora                                           | TVアニメ『ひだまりスケッチ×SP』ED主題歌 |
| 波風スライダー                                 | TVアニメ『侵略!?イカ娘』イメージソング |
| fluffy                                         | TVアニメ『花咲くいろは』和倉結名イメージソング |
| 夢ぐも                                         | TVアニメ『ひだまりスケッチ×ハニカム』ED主題歌 |
| 未来シルエット                                 | PCゲーム『いますぐお兄ちゃんに妹だっていいたい!』挿入歌 |
| つつまれて                                     | TVアニメ『たまゆら 〜もあぐれっしぶ〜』第7話挿入歌 |
| ねがいごと                                     | 第9回MF文庫Jライトノベル新人賞 佳作受賞作品『猫耳天使と恋するリンゴ』イメージソング                                                                                      |
| さかさ時計                                     | ドラマCD『キャンディポップナイトメア』主題歌 |
| 白と黒                                         | WEBラジオ番組『寝起きにポテトチップス』エンディングテーマ 2014年9月～2015年3月                                                                                           |

## 出演

### レギュラーインターネットラジオ
- ひだま〜ぶるラジオ
  - ひだま〜ぶるラジオ 2008年8月6日
  - ひだま〜ぶるラジオ×365 2008年9月26日
  - ひだま〜ぶるラジオ×☆☆☆ 2010年7月30日
  - ひだま〜ぶるラジオ×ハニカム 2013年2月23日（2013年2月17日公開収録@バンダイナムコ未来研究所・ファンシアター）
- marbleのふたりごとラジオ 2009年7月26日
- marbleのASTE-RHYTHM（OH、2012年1月29日 - 2013年12月20日[11]）
- marbleのくつろぎ歩き（HOBiRECORDS、2014年4月29日 - 2015年2月15日 毎週火曜更新 全43回）

### レギュラーインターネットテレビ
- ニコ生〜ぶる（ニコニコ生放送）
  - marble presents [FIZZY POP☆ニコ生〜ぶる] 2010年11月27日 - 2011年2月11日
  - marbleのゆるゆるニコ生～ぶる in うた種 2011年6月29日 - 2011年7月27日
  - marbleのゆるゆるニコ生～ぶる "もうすぐライブだよぉ〜♪"編 2011年9月16日
  - marbleのゆるゆるニコ生～ぶる "水彩色の時間"編 2011年10月21日
  - marbleのゆるゆるニコ生～ぶる "のらじゃないよ? 野良でもないよ? noraだよ!"編 2011年11月29日
  - marbleのゆるゆるニコ生～ぶる "来年も頑張りま〜ぶる! またりぃ忘年会しよ♪"編 2011年12月29日
  - marbleのゆるゆるニコ生～ぶる☆五つ星! 2012年1月29日 - 2012年11月26日
  - marbleのゆるゆるニコ生〜ぶる☆Growing Up! 2013年4月30日 - 2013年5月19日

### アニメ
- たまゆら 〜もあぐれっしぶ〜（シンガー）[12][13]